# Țara pierdută
Țara pierdută, Țara pustie (în traducerea lui Ion Pillat, Leon Levițchi ș.a.) sau Tărâmul Pustiu (engleză The Waste Land) este titlul unui poem epic de T.S. Eliot. 